# 원당초등학교 (홍천군)
원당초등학교는 대한민국 강원특별자치도 홍천군에 있는 공립 초등학교이다.

## 학교 연혁
- 1935년 5월 3일: 창촌공립보통학교 부설 광원간이학교 설립
- 1951년 11월 11일: 광원국민학교 원당분교장 개교
- 1963년 11월 20일: 원당국민학교 개교
- 1993년 3월 1일: 생둔분교장 통합
- 1994년 3월 1일: 명개분교장, 광원분교장 통합

## 참고 자료
- 원당초등학교 - 한국교육학술정보원 학교알리미